# Showtime (Album)
Showtime (englisch für Vorstellungsbeginn) ist das dritte und letzte Musikalbum der deutschen R&B-Band Bro’Sis. Die Platte erreichte Platz 24 der deutschen Media-Control-Albumcharts.

## Hintergrund
Beim dritten Album Showtime hatten Bro’Sis das erste Mal die Möglichkeit selbst geschriebene und produzierte Lieder mit einzubringen. Nach dem Misserfolg des zweiten Albums beschloss die Band die Identität der Gruppe neu auszurichten und gegen die Vorurteile als Casting-Band anzukämpfen. Die Band wollte als glaubwürdige R&B-HipHop-Pop-Formation verstanden werden. „Wir wollten die Vergangenheit weitgehend hinter uns lassen und neu starten, uns quasi neu erfinden.“, erläuterte Faiz Mangat die gesteckten Ziele fürs dritte Album. Auch Hila Bronstein gab sich euphorisch: „Mit dieser Platte werden wir uns freikämpfen und unseren eigentlichen musikalischen Stil zu hundert Prozent durchsetzen. Unser Hauptziel ist es, dass die Leute uns anerkennen für das, was wir eigentlich sind.“
Die Aufnahmen begannen im Oktober 2003 und dauerten vier Monate. In den ersten zwei Monaten fanden die Aufnahmen in den Benztown Studios in Stuttgart statt, wo die Band an acht eigenen Songs arbeitete. Hierbei gab der Produzent Peter Hoff ihnen Musikbeispiele und die Mitglieder schrieben getrennt in verschiedenen Räumen ihre Parts. Ross Antony und Giovanni Zarrella schrieben die Verse, Faiz Mangat den Chorus, Hila Bronstein die Bridges und Shaham Joyce die Rapparts.
In den Bessermusic Studios in Frankfurt nahm die Band in den folgenden zwei Monaten Lieder von anderen Produzenten auf.
Insgesamt haben es schließlich zwei selbst geschriebene Lieder auf das Album geschafft. Neben der von der gesamten Band geschriebenen Ballade Wanna Be Free stellt das von Faiz Mangat geschriebene Funk U eine Abrechnung mit der ausgeschiedenen Indira und den Kritikern der Band dar. Zudem sind auf dem Album drei von der Band geschriebene Einleitungen (Intros) und ein Outro vorhanden. Das auf dem Album enthaltene Lied Lie About Us wurde später auch als Duett von Avant und Nicole Scherzinger veröffentlicht.
Am 5. April 2004 erschien als Vorbote zum Album die Single U Build Me Up. Geschrieben wurde die erste Single von Blair Mackichan, Produzent war Fredrik „Fredro“ Odesjo, der schon für Dannii Minogue und Billy Crawford gearbeitet hatte. Das Video wurde im stillgelegten Berliner Kraftwerk Rummelsburg im Stadtteil Köpenick gedreht. Der Hauptteil des Clips spielt im ehemaligen Personalraum des Kraftwerks. Zusätzlich sind im Video Backstage-Szenen der Band enthalten, welche die Managerin Anja Lukaseder in den vergangenen Jahren gedreht hatte. Die Single blieb jedoch hinter den Erwartungen zurück und stieg in den deutschen Singlecharts nur auf Platz 20 ein. Dies hatte zur Folge, dass das für den 19. April 2004 angekündigte Album mehrmals verschoben wurde.
Zur Albumveröffentlichung am 30. August 2004 wurde das Lied Make Up Your Mind ausgekoppelt, welcher jedoch nicht mehr als Single, sondern nur als Video und Promo-CD veröffentlicht wurde. Das Video wurde in einem unfertigen U-Bahnschacht unter dem Berliner Reichstag gedreht. Das Album erzielte positive Kritiken, in denen der neue Sound der Band mit dem der frühen Black Eyed Peas verglichen wurde.
Showtime verzeichnete mit Platz 24 den erfolgloseste Album-Einstieg der Band. Nach drei Wochen fiel das Album aus den Charts. In Österreich und der Schweiz verpasste das Album den Charteinstieg.
Aufgrund der enttäuschenden Verkaufszahlen wurde die Zeichentrick-Serie Wiggle It – The Adventures of Bro’Sis, in der Bro’Sis in 13 Episoden neben ihrer Musikkarriere als Agenten die Welt retten, nicht ausgestrahlt. Eigentlich war eine Ausstrahlung auf RTL 2 im Herbst 2004 geplant. Seitdem ist die Ausstrahlung der Serie zurückgestellt.
Ende 2004 lief der Plattenvertrag der Band bei Universal aus und wurde nicht verlängert. 2005 absolvierte die Band hauptsächlich Liveauftritte. Man gab sich zudem die Gelegenheit an individuellen Projekten zu arbeiten. Die im Herbst 2005 als „künstlerische Pause“ angekündigte Unterbrechung, die die einzelnen Mitglieder für ihre Soloprojekte nutzen wollten, erwies sich Anfang 2006 als endgültige Trennung.

## Titelliste
| #   | Titel             | Dauer |
| --- | ----------------- | ----- |
| 1.  | Crazy Radio Intro | 0:29  |
| 2.  | Wiggle It         | 3:40  |
| 3.  | U Build Me Up     | 4:35  |
| 4.  | Freaky Intro      | 0:45  |
| 5.  | Freaky Deaky      | 3:34  |
| 6.  | Crazy             | 2:59  |
| 7.  | Fed Up            | 3:38  |
| 8.  | Funk U            | 3:53  |
| 9.  | Lie About Us      | 4:02  |
| 10. | Make Up Intro     | 1:12  |
| 11. | Make Up Your Mind | 3:12  |
| 12. | My One & Only     | 3:29  |
| 13. | Freak Out         | 3:08  |
| 14. | Wanna Be Free     | 4:05  |
| 15. | Dirty Girl        | 3:56  |
| 16. | Outro             | 1:15  |

## Chartplatzierungen

### Album
| Jahr | Titel    | Höchstplatzierung, Gesamtwochen, AuszeichnungChartplatzierungen (Jahr, Titel, Platzierungen, Wochen, Auszeichnungen, Anmerkungen) | Höchstplatzierung, Gesamtwochen, AuszeichnungChartplatzierungen (Jahr, Titel, Platzierungen, Wochen, Auszeichnungen, Anmerkungen) | Höchstplatzierung, Gesamtwochen, AuszeichnungChartplatzierungen (Jahr, Titel, Platzierungen, Wochen, Auszeichnungen, Anmerkungen) | Anmerkungen                           |
| Jahr | Titel    | DE | AT | CH | Anmerkungen                           |
| ---- | -------- | --- | --- | --- | ------------------------------------- |
| 2004 | Showtime | DE24 (3 Wo.)DE | — | — | Erstveröffentlichung: 30. August 2004 |

### Singles
| Jahr | Titel         | Höchstplatzierung, Gesamtwochen, AuszeichnungChartplatzierungen (Jahr, Titel, , Platzierungen, Wochen, Auszeichnungen, Anmerkungen) | Höchstplatzierung, Gesamtwochen, AuszeichnungChartplatzierungen (Jahr, Titel, , Platzierungen, Wochen, Auszeichnungen, Anmerkungen) | Höchstplatzierung, Gesamtwochen, AuszeichnungChartplatzierungen (Jahr, Titel, , Platzierungen, Wochen, Auszeichnungen, Anmerkungen) | Anmerkungen                         |
| Jahr | Titel         | DE | AT | CH | Anmerkungen                         |
| ---- | ------------- | --- | --- | --- | ----------------------------------- |
| 2004 | U Build Me Up | DE20 (8 Wo.)DE | AT51 (4 Wo.)AT | — | Erstveröffentlichung: 29. März 2004 |

## Musikvideos

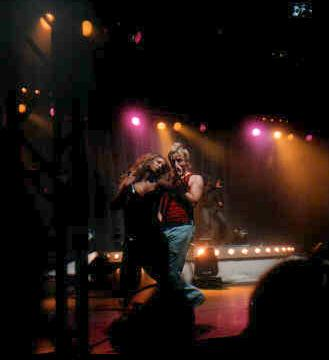
Ross Antony und Hila Bronstein bei der Popstars-Tour in Oldenburg

| Jahr | Titel             | Drehort | Regisseur  | Länge |
| ---- | ----------------- | ------- | ---------- | ----- |
| 2004 | U Build Me Up     | Berlin  | Katja Kuhl | 3:43  |
| 2004 | Make Up Your Mind | Berlin  | Katja Kuhl | 3:11  |

## Live
Da Bro’Sis mit einer eigenen Tour nicht mehr die Hallen füllen konnten, nahmen sie das Angebot an als „Special Guest“ die neuen Popstars-Bands Overground und Preluders auf Tournee zu begleiten und stellten fünf neue Lieder des dritten Albums vor.
| 2004    | Popstars Tour                                                                                         |
| Dauer   | 6. März 2004 bis 14. März 2004                                                                        |
| Verlauf | Oldenburg, Bremerhaven, Essen, Halle, Göttingen                                                       |
| Setlist | U Build Me Up, Wiggle It, Freaky Deaky, Dirty Girl, Fed Up, Medley (Do You, I Believe, Oh No), V.I.P. |